# Protoscypha pulla
Protoscypha pulla är en svampart som beskrevs av Syd. 1925. Protoscypha pulla ingår i släktet Protoscypha och familjen Protoscyphaceae.   Inga underarter finns listade i Catalogue of Life.